# Норвежский ракетный инцидент

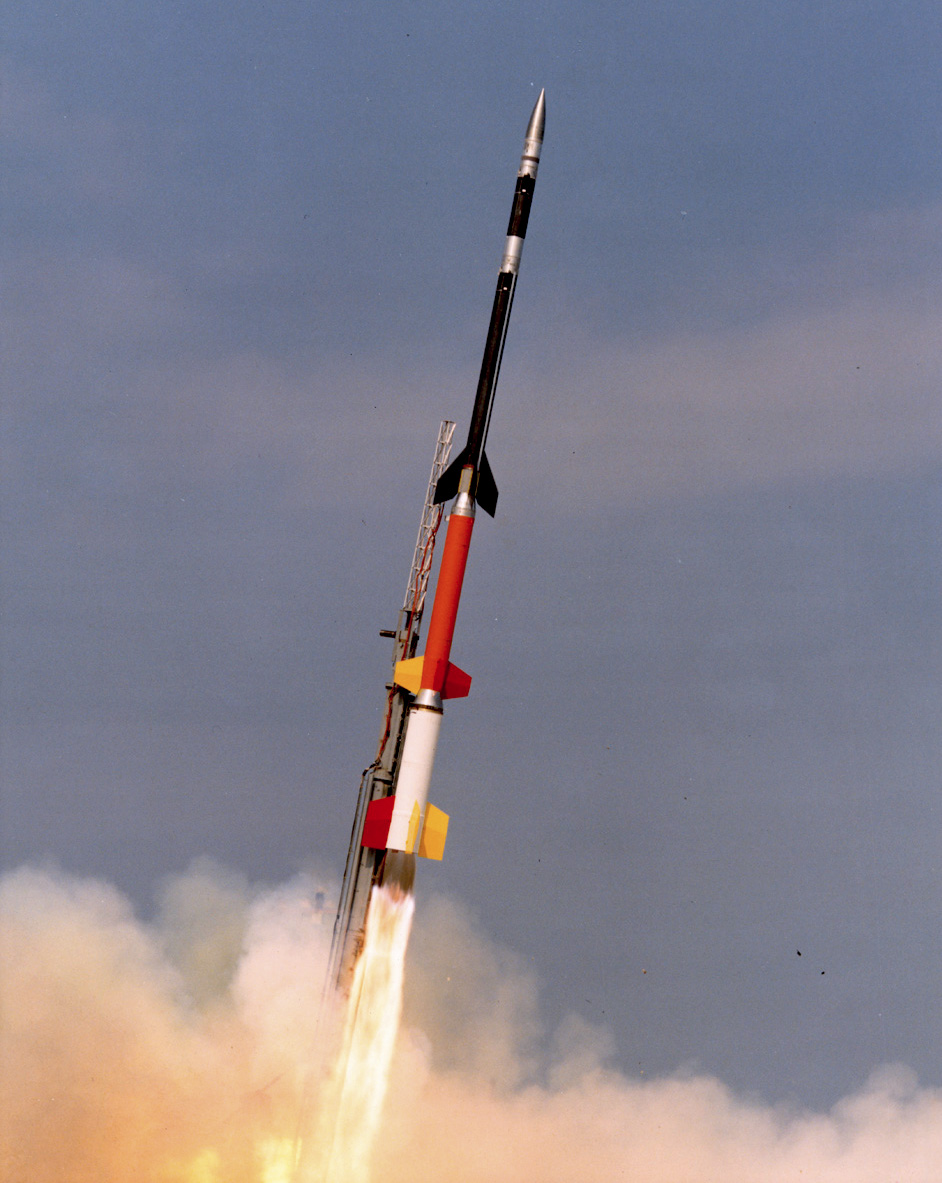
Ракета Black Brant XII

Норвежский ракетный инцидент (англ. Norwegian rocket incident) произошёл 25 января 1995 года в результате распознавания российской системой предупреждения о ракетном нападении (СПРН) мирного ракетного запуска в качестве возможной внезапной ядерной атаки против России.
Четырёхступенчатая исследовательская ракета Black Brant XII была запущена норвежско-американской командой учёных с ракетного полигона Аннёйа, расположенного на одноимённом острове у северо-восточного побережья Норвегии. Ракета несла научное оборудование для изучения полярных сияний и шла на север по высокой баллистической траектории, достигнув в апогее высоты 1453 км. 
Запуск ракеты был обнаружен российской СПРН. Во время взлёта она была похожа на баллистическую ракету Trident, состоявшую на вооружении подводного флота США. По неустановленной причине персонал СПРН не получил уведомления о проведении мирного ракетного запуска, заранее переданного Норвегией по дипломатическим каналам. Из опасения, что обнаруженный запуск является началом внезапной ядерной атаки, Ракетные войска стратегического назначения РФ были приведены в боевую готовность.  В ходе инцидента президент России Борис Николаевич Ельцин использовал «ядерный чемоданчик», с помощью которого мог нанести ответно-встречный ядерный удар по США.

## Предпосылки
Инцидент произошёл через три года после распада СССР. Для России это был период серьёзных экономических проблем, неудачного хода военных действий в Чечне и обострения отношений с НАТО. Планы распространения НАТО на восток воспринимались российским руководством как угроза безопасности России. Российское руководство обвиняло западные страны в желании воспрепятствовать экономической и политической реинтеграции бывших союзных республик. В качестве ответной меры в декабре 1994 года был повышен уровень боеготовности российских РВСН.

### Предварительное уведомление о запуске
МИД Норвегии дважды (21 декабря и 16 января) сообщал российскому посольству о намерении произвести научный эксперимент с помощью высотной ракеты. В предупреждении сообщались место запуска и области падения ступеней ракеты, но не указывались точная дата и время, поскольку они зависели от погодных условий. Это было обычной практикой того времени. На российской стороне информация о готовящемся ракетном запуске по неизвестной причине не была доведена до сведения персонала СПРН.

## Обнаружение запуска
Запуск ракеты Black Brant XII состоялся в 06:24 UTC (в 09:24 по московскому времени) 25 января. Вскоре после запуска ракету обнаружили несколько радаров СПРН. Набор большой высоты и отделение отработавших ступеней делали ракету Black Brant XII непохожей на обычную исследовательскую ракету. Место запуска было определено с погрешностью в несколько десятков километров и соответствовало предположению о запуске боевой баллистической ракеты с атомной подводной лодки, находящейся в Норвежском море. На начальном этапе траектории ракета поднималась практически вертикально, что не позволяло установить её возможную цель.

### Возможность запуска ракеты электромагнитного импульса
Запуск единственной ракеты по высокой баллистической траектории с акватории Норвежского моря соответствовал одному из предполагаемых сценариев внезапной ядерной атаки против России. Российское командование имело сведения о военных исследованиях США с целью разработки специального ядерного заряда, создающего сверхмощный электромагнитный импульс. Подрыв такого заряда на большой высоте обеспечил бы выведение из строя радаров, систем связи и другой электроники на обширной территории, что позволило бы затем нанести массированный ядерный удар по России, не опасаясь ответного удара.

## Ответные действия

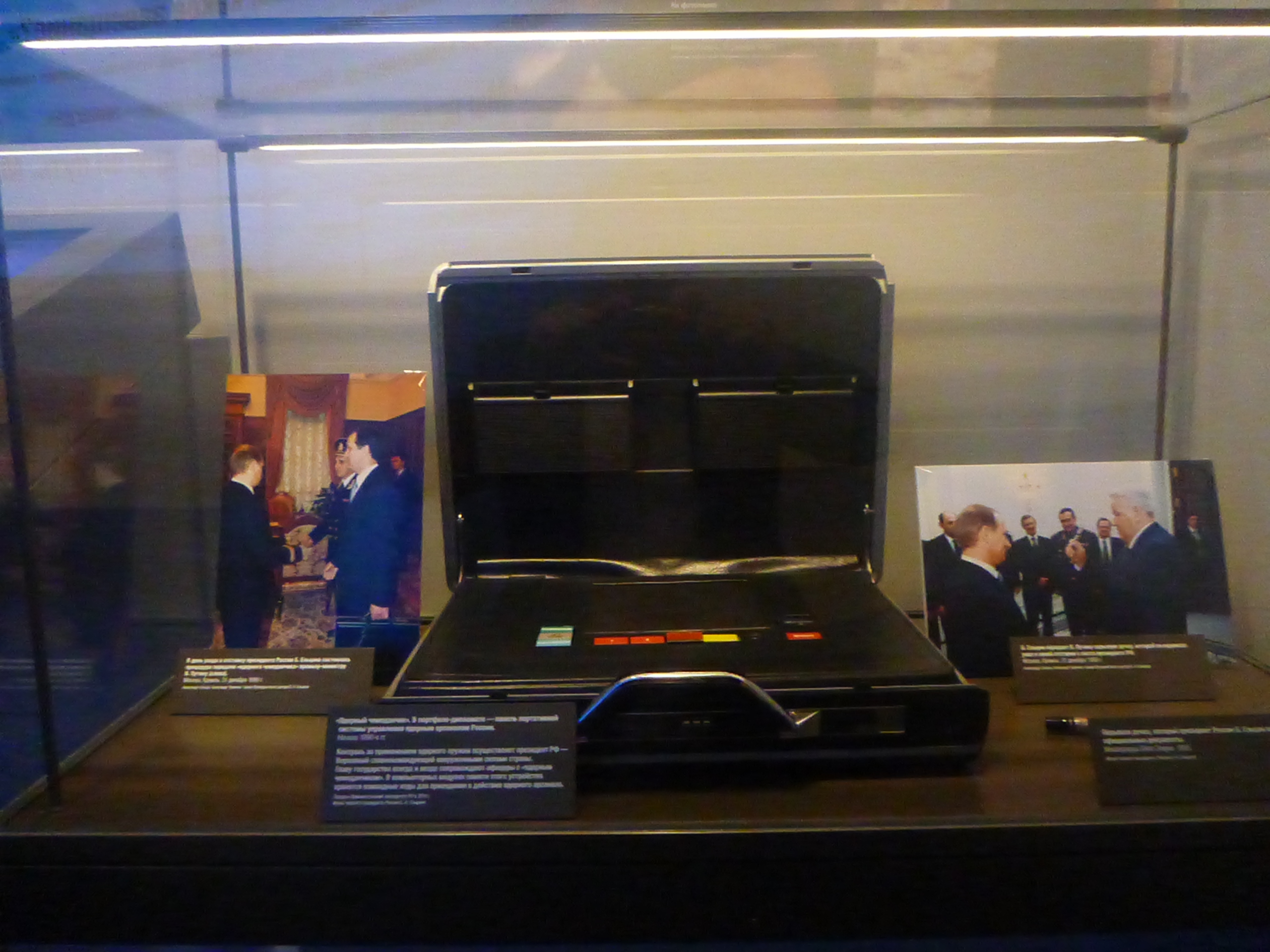
«Ядерный чемоданчик» в экспозиции музея Ельцин-центра

Действуя по уставу, персонал СПРН использовал систему оповещения «Крокус», уведомляющую Генеральный штаб о наличии ракетной угрозы. Там, в свою очередь, сочли угрозу достаточно серьёзной для активации автоматизированной системы управления стратегическими ракетными войсками «Казбек». Управляющими терминалами этой системы являются так называемые «ядерные чемоданчики», один из которых постоянно находится при президенте России. Два аналогичных терминала использовались министром обороны Павлом Грачёвым и начальником Генерального штаба Михаилом Колесниковым. Между пользователями терминалов была установлена телефонная конференц-связь. Ракетные войска стратегического назначения Российской Федерации были приведены в полную боевую готовность. Президент Борис Ельцин воспользовался «ядерным чемоданчиком» впервые за время пребывания в должности.

## Разрешение кризиса
В течение нескольких минут, по мере выхода ракеты на баллистическую траекторию, средства СПРН позволили установить, что ракета удаляется от российской территории и не представляет угрозы. Наблюдение за ней продолжалось вплоть до приземления близ Шпицбергена через 24 минуты после запуска.

## Оценки и последствия
Официальные лица России оценили инцидент как весьма серьёзный, а его результат трактовали как демонстрацию отличной работы СПРН, которая своевременно обнаружила как факт ракетного запуска, так и отсутствие реальной угрозы. Сходной оценки придерживается доктор Джефри Форден, сотрудник группы по исследованию международной безопасности при Массачусетском технологическом институте.
В свою очередь, западные политики и многие СМИ расценили реакцию России на мирный ракетный запуск, предупреждение о котором было сделано заранее, как чрезмерную и «параноидальную». Высказывались сомнения в качестве российских межведомственных коммуникаций и в достоверности сведений, доводимых российскими военными до правительства и президента.
Бывший аналитик ЦРУ Питер Винсент Прай считает норвежский ракетный инцидент наиболее опасным со времён Карибского кризиса. В своей книге «War Scare: Russia and America on the Nuclear Brink» он пишет, что впервые в истории мир отделяло от глобального ядерного конфликта одно нажатие кнопки. Наиболее вероятной причиной развития кризиса он считает бюрократическую ошибку во взаимодействии российских министерств, из-за которой предупреждение о ракетном запуске не дошло по назначению. Главную роль в предотвращении ядерной войны Прай отводит Борису Ельцину, который не отдал приказ на нанесение ответно-встречного ракетного удара, хотя военное командование настаивало на его необходимости.
Через четыре года, в январе 1999 года, NASA и норвежские учёные готовились к проведению аналогичного эксперимента с такой же ракетой. Предупреждение о готовящемся запуске вновь было направлено России по каналам МИД, согласно дипломатическому протоколу. Однако вмешательство Госдепартамента и Минобороны США, обеспокоенных возможностью повторения событий 1995 года, привело к отправке дополнительных предупреждений непосредственно в Генеральный штаб и другие военные ведомства России. На этот раз эксперимент прошёл без инцидентов.

## См.также
- Карибский кризис
- Able Archer 83
- Случаи ложного срабатывания систем предупреждения о ракетном нападении